# La Casa Grande (Sotillo de la Ribera)
La casa Grande de Sotillo de la Ribera (Provincia de Burgos, España) es un ejemplo de arquitectura doméstica del siglo XVIII, dentro del contexto del barroco clasicista.
Se trata de una mansión señorial, de planta cuadrada, de dos plantas más ático, con anejo en forma de L, y un jardín-huerto en su parte meridional. La fachada principal se divide en dos cuerpos separados por imposta. 
En el cuerpo inferior se abren tres vanos encuadrados por marcos quebrados de buena cantería, situándose en el centro la puerta principal y a ambos lados las ventanas, protegidas por rejas. 
En el cuerpo superior, siguiendo el mismo eje, se distribuyen tres balcones, el central, realzado por su mayor tamaño y decoración diferencial, se remata con frontón similar, mientras que los laterales lo hacen con frontón triangular. 
A ambos lados del balcón principal se sitúan dos espejos con inscripciones rematados en cruz y orlados de rocalla.